# Бельгийско-Люксембургский экономический союз

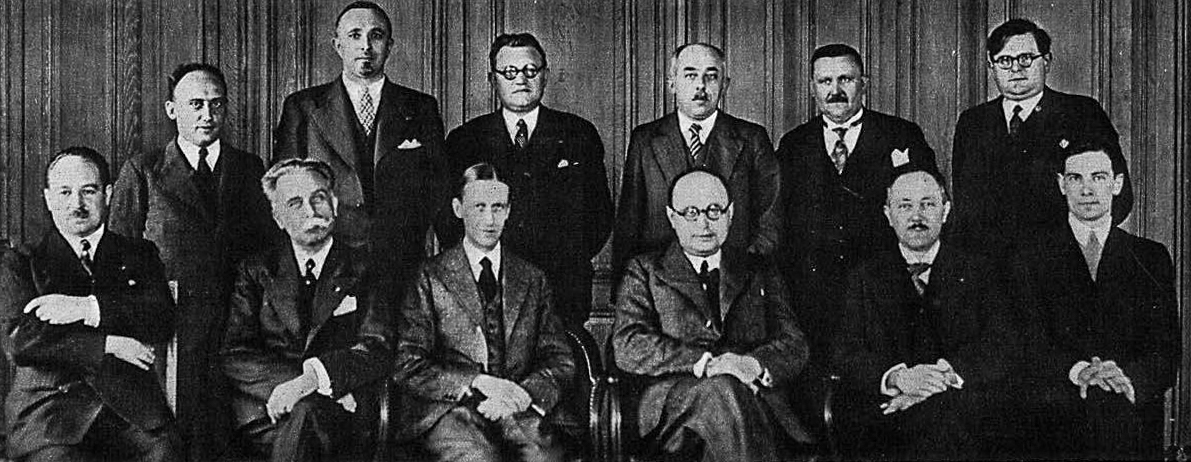
25 апреля в Люксембурге состоялись бельгийско-люксембургские экономические переговоры

Бельгийско-Люксембургский экономический союз (нидерл. Belgisch-Luxemburgse Economische Unie, фр. Union économique belgo-luxembourgeoise, люкс. Belsch-Lëtzebuerger Wirtschaftsunion, БЛЭС) — экономический и финансовый союз между Бельгией и Люксембургом, двумя странами, входящими в состав экономического союза Бенилюкс.
Союз был начат в соответствии с соглашением, подписанным 25 июля 1921 года, которое вступило в силу после его ратификации Люксембургской Палатой депутатов 22 декабря 1922 года.Первоначально соглашение было заключено сроком на 50 лет, который истёк в 1972 году, после этого срок действия был продлён на 10 лет до 1982 года и снова до 1992 года. 18 декабря 2002 года между двумя странами был подписан новый договор.
Согласно условиям сделки были отменены экономические границы, курс бельгийского франка и люксембургского франка относительно один к одному был зафиксирован (хотя он и пересматривался в 1935 и 1944 годах).